# Chaumont-Porcien
Chaumont-Porcien è un comune francese di 461 abitanti situato nel dipartimento delle Ardenne nella regione del Grand Est.

## Società

### Evoluzione demografica
Abitanti censiti